# Ruch Wolności
Ruch Wolności (słoweń. Gibanje Svoboda, GS) – słoweńska, demokratyczna, prośrodowiskowa, proeuropejska partia centrowa, którą w 2021 roku założył Jure Leben.
Pierwsza nazwa partii to Stranka zelenih dejanj, co przetłumaczyć można jako „Partia Zielonego Działania”. Aktualne, słoweńskie brzmienie nazwy partii to „Gibanje Svoboda”, co przez polskich dziennikarzy tłumaczone jest jako „Ruch Wolności”.
W styczniu 2022 roku przewodniczącym ugrupowania został słoweński polityk i przedsiębiorca Robert Golob, pod którego to przewodnictwem partia Ruch Wolności wygrała wybory parlamentarne w Słowenii 24 kwietnia 2022 roku, zdobywając 34,5% głosów i 41 mandatów w Zgromadzeniu Państwowym. Lider Ruchu Wolności Robert Golob objął następnie urząd premiera w ramach rządu tworzonego przez swoją partię oraz Socjaldemokratów i Lewicę. W czerwcu 2022 roku do Ruchu Wolności przyłączyły się obie partie centrowo-liberalne, które w latach 2018–2020 współtworzyły koalicję rządową czyli Lista Marjana Šarca i Partia Alenki Bratušek.
Partia Ruch Wolności w swoim programie mówi o ekologii, wolności, szacunku dla różnorodności.